# Phaea hovorei
Phaea hovorei är en skalbaggsart som beskrevs av Chemsak 2000. Phaea hovorei ingår i släktet Phaea och familjen långhorningar.
Artens utbredningsområde är:
- Costa Rica.
- Panama.

Inga underarter finns listade i Catalogue of Life.